# 2017 în jocuri video

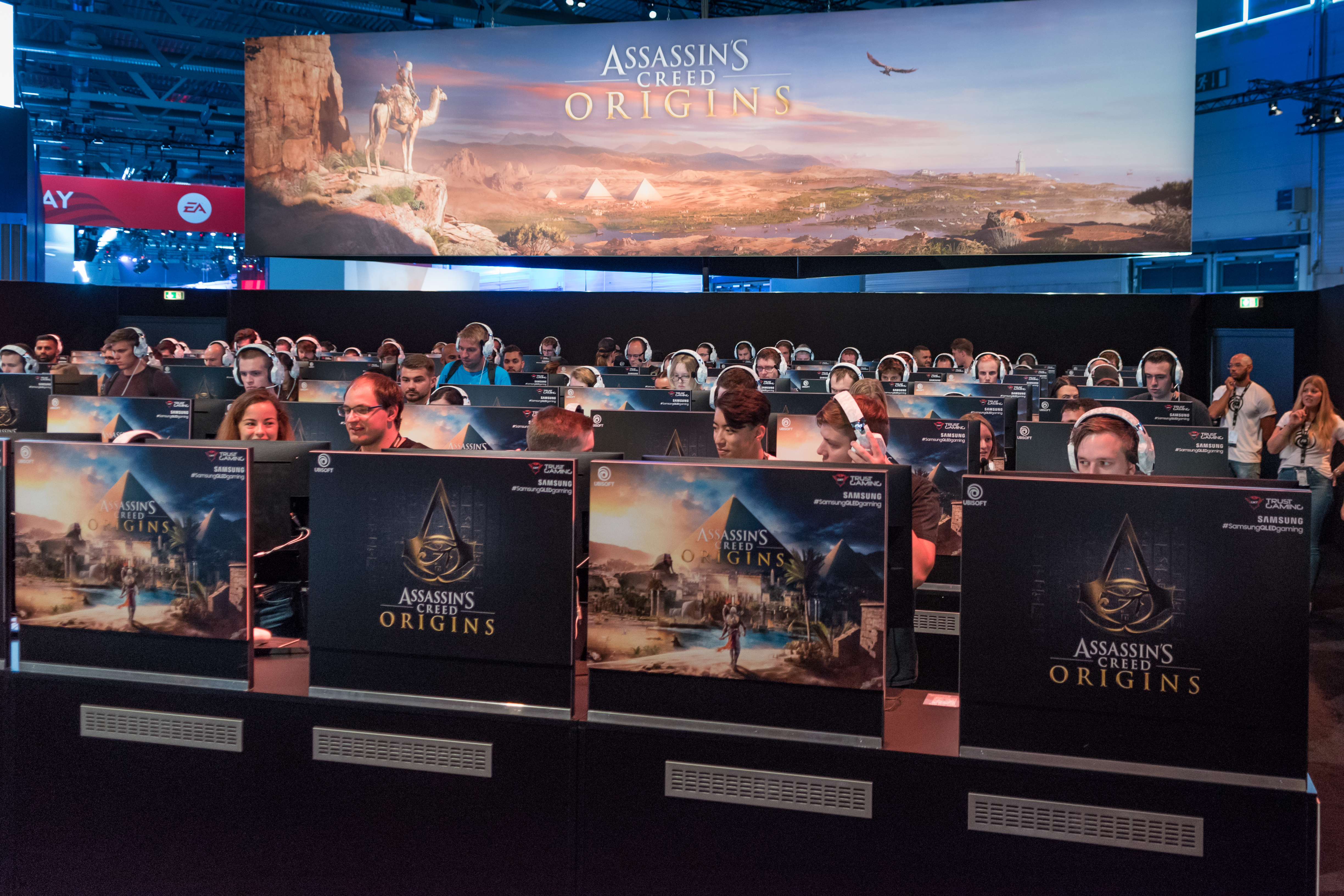
Assassin's Creed: Origins, 2017. Prezentat la Gamescom.

Acest articol prezintă evenimente importante legate de jocuri video din anul 2017. Vezi și istoria jocurilor video.

## Evenimente
Cele mai apreciate jocuri din 2017 au fost The Legend of Zelda: Breath of the Wild, Super Mario Odyssey, Persona 5, Divinity: Original Sin II și Horizon Zero Dawn.

### Lansări importante:
În anul 2017 au avut loc următoarele apariții notabile în jocurile video:
- Diablo III: Rise of the Necromancer
- 1-2-Switch  (Nintendo Switch)
- A Hat in Time  (Playstation 4, PC, Xbox One)
- Angry Birds Evolution
- ARMS  (Nintendo Switch)
- Assasin's Creed: Origins  (PC, Xbox One, Playstastion 4)
- Bayonetta
- Cuphead  (Xbox One, PC)
- Disgaea 2
- Dragon Quest VIII: Journey of the Cursed King  (Nintendo 3DS)
- Ever Oasis  (Nintendo 3DS)
- Farming Simulator 18
- FIFA 18  (PC, Playstation 4, Nintendo Switch, Xbox One, Xbox 360, Playstation 3)
- Final Fantasy XII: The Zodiac Age  (Playstation 4)
- Fire Emblem Heroes  (iOS, Android)
- Fortnite
- Forza Motorsport 7  (PC, Xbox One)
- Hollow Knight
- Just Dance 2017  (Nintendo Switch)
- Legend of Zelda: Breath of the Wild  (Nintendo Switch, Wii U)
- Lego City Undercover
- Lego Worlds  (Playstation 4, PC, Nintendo Switch, Xbox One)
- Madden NFL 18  (Playstation 4, Xbox One)
- Mario Kart 8 Deluxe  (Nintendo Switch)
- Metroid: Samus Returns  (Nintendo 3DS)
- Monster Hunter Stories
- Monument Valley 2
- NBA 2K18  (PC, Playstation 4, Nintendo Switch, Xbox One, Xbox 360, Playstation 3)
- Overcooked
- Pokemon Ultra Sun/Ultra Moon  (Nintendo 3DS)
- Puyo Puyo Tetris  Arhivat în 5 mai 2021, la Wayback Machine. (Nintendo Switch, Playstation 4)
- Rayman Legends Definitive Edition
- Resident Evil 7: Biohazard  (PC, Playstation 4, Xbox One)
- Resident Evil: Revelations
- Shantae: Half-Genie Hero
- Splatoon 2  (Nintendo Switch)
- Sonic Forces
- Sonic Mania
- Stardew Valley
- Super Mario Odyssey  (Nintendo Switch)
- Super Mario Run
- Tekken 7

### Serii cu jocuri noi
Seriile în care au apărut jocuri noi sunt: Assassin's Creed, Bomberman, Bubsy, Call of Duty, Crash Bandicoot, Danganronpa, Dawn of War, Destiny, Digimon, Dragon Quest, Doom, Dynasty Warriors, Final Fantasy, Fire Emblem, Forza Motorsport, Gran Turismo, Gravity Rush, Halo Wars, Injustice, Kingdom Hearts, Life Is Strange, Marvel vs. Capcom, Mass Effect, Metroid, Need for Speed, Nier, Persona, Planescape: Torment, Pokémon, Prey, Professor Layton, Resident Evil, Sniper Elite, Sniper: Ghost Warrior, Sonic the Hedgehog, Splatoon, Star Wars Battlefront, Super Mario, Tekken, The Evil Within, The Legend of Zelda, Tom Clancy's Ghost Recon, Uncharted, Wipeout, Wolfenstein, WWE 2K,  Xenoblade Chronicles, Yakuza și Yoshi.